# سينثيا مكلود
سينثيا مكلود (بالهولندية والإنكليزية:Cynthia McLeod) هي كاتبة هولندية سورينامية ولدت في باراماريبو في 4 اكتوبر 1936 وهي ابنة يوهان فيرييه وهو أول رئيس لسورينام (بعد الاستقلال).
إشتهرت بكتابتها لقصص أطفال وروايات تاريخية عامة عن سورينام وهولندا.
وهي سورينامية الأصل ولها علاقات في هولندا
لكتابة قصة إليزابيث الحرة (2005) ، أمضت ماكليود سنوات عديدة في البحث، وخاصة في أوروبا، عن حياة إليزابيث سامسون وعن سورينام

## أبرز الروايات

### ثقافة السكر
في عام 1986 عادت إلى سورينام وفي عام 1987 ظهرت لأول مرة ومعها رواية "ما مدى ارتفاع تكلفة السكر؟ "في دار النشر Vaco في باراماريبو. تم بيع الإصدار الأول في غضون بضعة أسابيع وأصبحت على الفور أشهر الكاتبة في سورينام. أعادت دار النشر الهولندية كونسيرف نشر هذه الرواية التاريخية عن ثقافة السكر في القرن الثامن عشر . سرعان ما ظهرت روايات تاريخية أخرى لها.

## أعمال أخرى
نتيجة لبحثها الطويل، اكتسبت ثروة من المعرفة حول تاريخ سورينام كانت تنظم رحلات تعليمية مجانية مع مركبتها الآلية، أسمتها (سويت ميروديا) (بالإنجليزية: Sweet Merodia)‏. خلال هذه الجولات على نهر سورينام، وعن المزارع السابقة، تأسر جمهورها بقصص عن ماضيها المثير للاهتمام. كما أنها تشارك في جولات المدينة التاريخية عبر مركز باراماريبو التاريخي، الذي كان أحد مواقع التراث العالمي لليونسكو منذ عام 2002.

## السيرة الذاتية

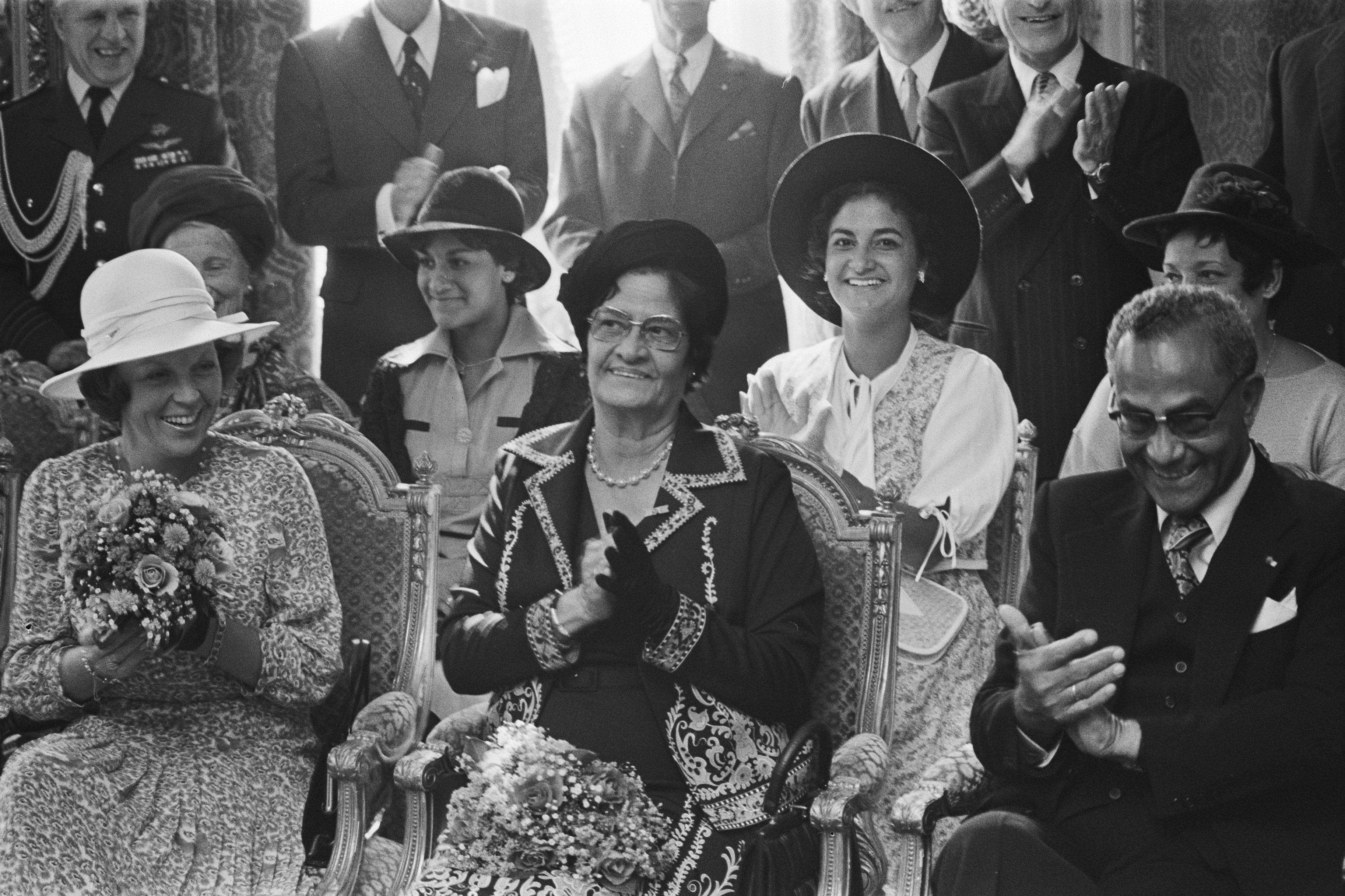
سينثيا مكلود في عام 1977م في سورينام

### والديها
هي ابنة يوجيني ليونارونز ويوهان فيرييه (أول رئيس لسورينام) التحقت بالمدرسة الثانوية في سورينام ودرست في هولندا كمدرسة لرعاية الطفل والتعليم.

### زواجها
تزوجت من دونالد ماكلود، الذي قابلته في هولندا عام 1962 ذهبوا إلى سورينام، حيث درس زوجها لاحقًا اللغة الهولندية.

### إعجاباتها
من عام 1969م إلى عام 1978م كانت مدرسًة هولندية في باراماريبو. تم تعيين زوجها سفيرا لسورينام في فنزويلا عام 1978 وفي وقت لاحق، تبعت وظائف في بلجيكا والولايات المتحدة. بدأت الكتابة في الخارج، وخاصة أثناء إقامتها في بلجيكا، أتيحت لها الفرصة لإجراء أبحاث أرشيفية في لاهاي وأمستردام وروتردام وإميريش وكولونيا وأماكن أخرى.

## إليزابيث سامسون
تأثرت بحياة إليزابيث سامسون ودرست حياتها للأكثر من أحد عشر عامًا. كانت إليزابيث سامسون امرأة سوداء حرة اسمها يظهر بشكل بارز في الأعمال التاريخية في سورينام لأنها أرادت الزواج من رجل أبيض (الذي كان محظورًا في مستعمرة سورينام خلال النصف الأول من القرن الثامن عشر). تم نشر نتائج هذا البحث لأول مرة كدراسة من قبل كلية الأنثروبولوجيا الثقافية في جامعة أوتريخت.
وعلى مدار ثماني سنوات، درست ماكليود البنية الاجتماعية والحياة في تلك الفترة، مما سمح لها بوضع إليزابيث كشخص أسود حر ثري في هذا المجتمع تهيمن عليه الأحكام المسبقة والتفوق الأبيض